# Детройт
Детро́йт (у діаспорних виданнях Дітройт; англ. Detroit, від фр. Détroit — протока) — найбільше місто у північному штаті Мічиган, Середнього Заходу США та центр округу Вейн. Розташований у південно-східній частині штату на річці Детройт, яка межує із Великими Озерами та якою проходить кордон між США і Канадою.
Детройт раніше відомий як світовий центр автомобілебудування й асоціюється в американській попкультурі, як «Мотор сіті» та «Мо-таун». Інші прізвиська міста виникли в 20-му столітті: «Місто чемпіонів» за успіхи його мешканців в індивідуальному й груповому спорті, «Арсенал демократії» (під час Другої світової війни), а також «Зе Ді», «Ді-таун», «Хокі-таун» (торгова марка, якою володіє міський хокейний клуб НХЛ «Детройт Ред Вінгс»), «Роксіті» (на честь пісні «Детройт рок сіті» гурту «Kiss»), та «Зе 3-1-3» (телефонний код місцевості).
У 2010 р. в межах міста жили 713 777 осіб (2010) і воно перебувало на 18-му місці за чисельністю населення серед міст США. Найбільше людей жило в Детройті у 1950 р., коли місто вважалося п'ятим у країні за кількістю населення. Проте з тих часів багато хто перебрався жити до околиць. У перше десятиліття 21-го століття населення міста зменшилося на 25 %. Серед провідних американських міст лише Новий Орлеан продемонстрував у цей період істотніше зменшення кількості населення, ніж Детройт.
Коли говорять «Детройт», то часто мають на увазі і його околиці, т. зв. простір «Детройт метро» (від англ. metropolitan area — метрополійна територія) з населенням 4 млн. 296 тис. 250 чол. (2009),. Ці околиці перебувають на 11 місці за кількістю населення серед міських околиць США. Якщо брати до уваги також і сусідній район Канади Віндзор (через річку), то в регіоні довкола Детройта загалом проживають майже 5 млн. 700 тис. чоловік.

## Історія

### Заснування

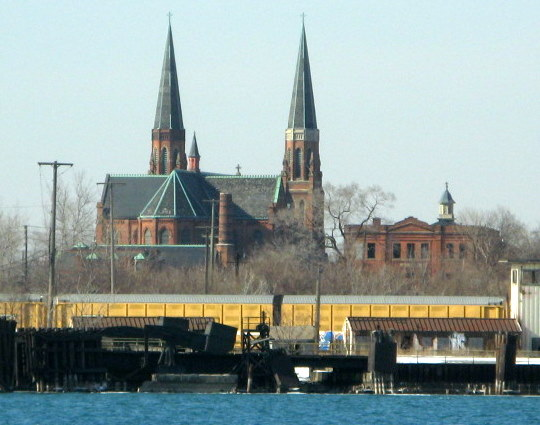
Парафія церкви св. Анни в Детройті, заснована в 1701 р., є другою найстарішою римсько-католицькою парафією в США. Нинішня будівля церкви зведена у 1887.

Наприкінці 17-го століття, пропливаючи річкою Детройт на кораблі «Ле Гріффон», католицький священик з Франції Луїс Геннепін записав у нотатник, що північний берег річки є ідеальним місцем для поселення. Там 1701 року французький офіцер Антуан де Ламот Де-Каділлак разом із 51 канадцями французького походження заснував поселення, яке назвав «Форт Поншартрен дю Детруа (на протоці)» (франц. Fort Ponchartrain du Détroit) на честь міністра військово-морських сил Франції часів короля Людовика XIV. Згодом Франція виділила безкоштовні землі, щоб привабити сім'ї в Детройт, населення якого у 1765 році зросло до 800 мешканців, і Детройт став найбільшим містом на шляху від Монреаля до Нового Орлеана. Торгівля хутром була найголовнішою бізнес-активністю в цьому регіоні. Нинішній прапор міста відображає цю французьку спадщину.
Франсуа Марі Пікоте (франц. François Marie Picoté, sieur de Belestre) з Монреаля (1719—1793) був останнім французьким військовим командувачем детройтського форту (1758—1760) і здав його британцям 29 листопада 1760 року під час Французької та індіанської війни (1760). Британці скоротили назву до Детройта. У 1763 році деякі племена індіанців під проводом Понтіака, лідера племені Оттава, підняли повстання, відоме в історії як Повстання Понтіака, й штурмом узяли Детройт. Частково через це британці видали королівську прокламацію 1763 року, за якою поселення «білих людей» на індіанських територіях обмежувалися. У 1796-у Детройт став частиною Сполучених Штатів внаслідок набуття чинності американо-британського договору Джея (англ. Jay Treaty, The British Treaty, the Treaty of London of 1794).

### XIX століття

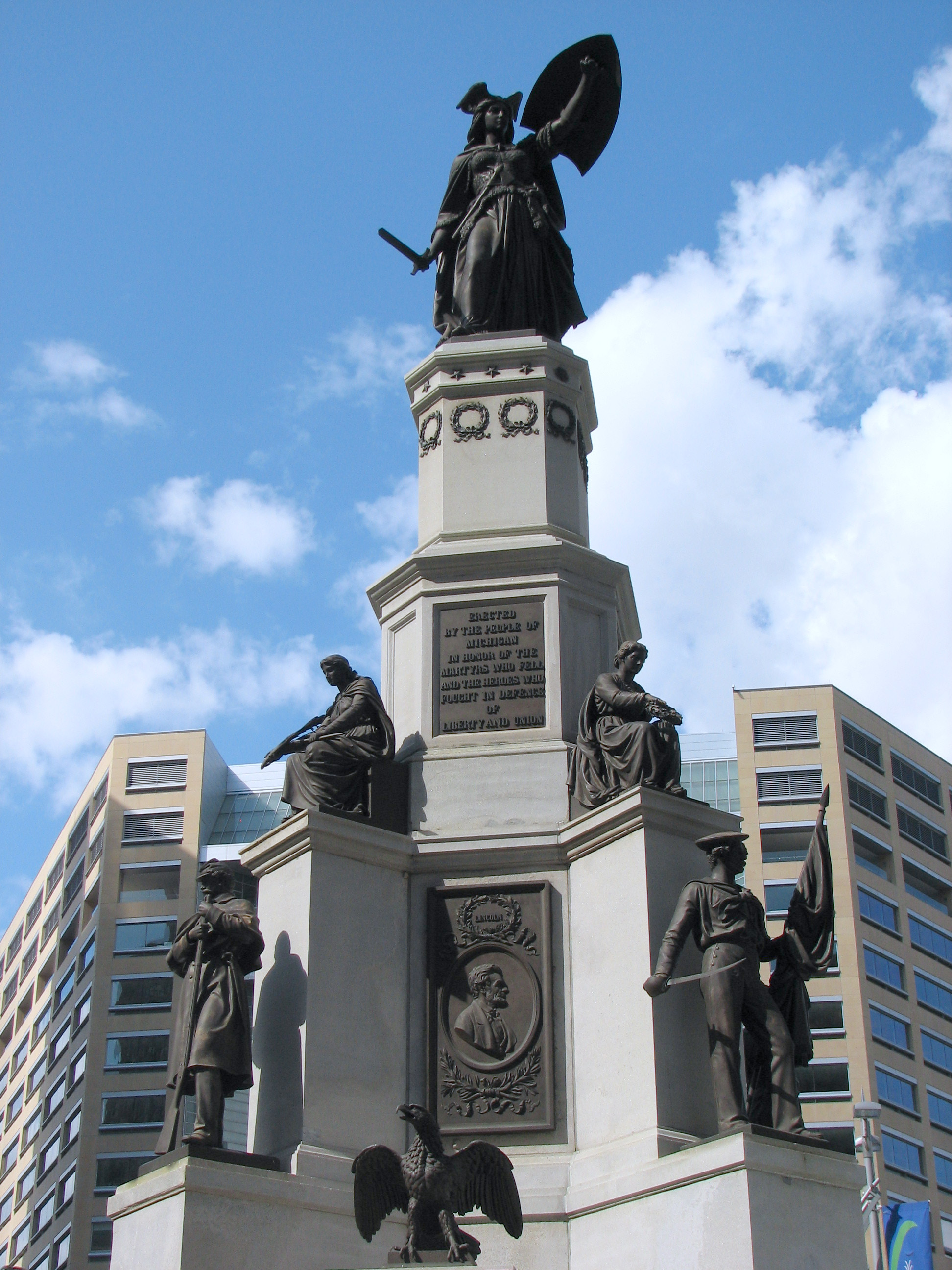
Монумент в Кампус Мартіус парку солдатам і морякам Мічигану, які загинули в Громадянській війні

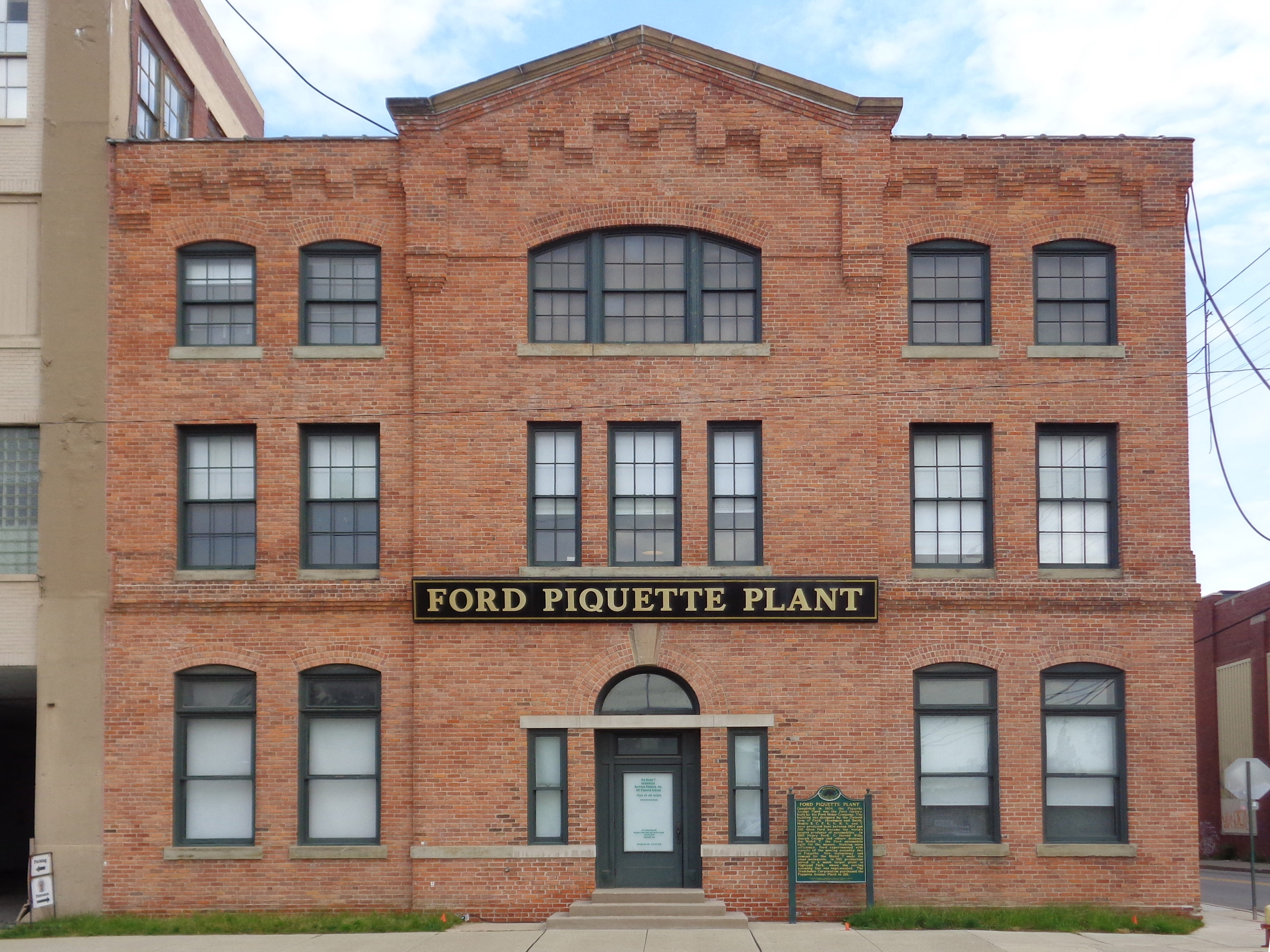
Завод Форда на Пікетт-Авеню (1904)

1805 р. у форті сталася велика пожежа, що знищила більшість його населення. Врятувалися лише ті, хто встиг втекти на берег чи сховатися в камінних печах та димарях.
Від 1805 до 1847 р. форт Детройт був столицею території Мічигану. Оскільки він продовжував рости, юридичний начальник території Августус Вудвард розробив перший план розвитку міста. Під час війни 1812 р. британці знову захопили форт, але наступного року американці відбили його, й у 1815 р. Детройт офіційно став американським містом.
Доступ Детройта до канадського кордону був стратегічною перевагою напередодні Громадянської війни в США разом із підземною залізницею. Тоді в місті жив лейтенант Улісс Сімпсон Грант, який згодом став 18-тим Президентом США. Його будинок зберігся. Переважно через цей місцевий сентимент багато детройтців погодилися піти добровольцями на Громадянську війну, включно з 24-м мічиганським піхотним полком (частиною легендарної «Залізної бригади»), який відважно вистояв у битві під Геттісбургом 1863 р., втративши 82 % бійців. Авраам Лінкольн заявив тоді в знаменитій Геттісбурзькій промові: «Дякую, Господи, за Мічиган!» Коли Лінкольн помер, Джордж Армстронг Кастер, який очолював Мічиганську бригаду «росомах», виголосив на його честь панегірик перед тисячами мічиганців в міському парку Кампус Мартіус.
Наприкінці 19-го — на початку 20-го століть, у період «Золотої лихоманки» в місті було споруджено багато вілл і будинків. Детройт навіть називали «Парижем Заходу» за його архітектуру та бульвар Вашингтона, що був електрифікований Томасом Едісоном. Завдяки стратегічному розташуванню посеред Великих Озер Детройт став транспортною перевалочною базою. Починаючи з 1830 р. місто упевнено розвивалося, збільшуючи перевезення, суднобудування та промислове виробництво.
Але все змінилося у 1896 р., коли Генрі Форд, котрий конструював і виробляв кінні карети, вирішив орендувати приміщення на Мак-Авеню для виробництва свого першого автомобіля. У 1903 р. він заснував в Детройті власну компанію «Форд Мотор». Він та інші піонери автомобілебудування, такі як Вільям Дюрант, брати Додж, Пакард та Волтер Крайслер перетворили Детройт на світову автостолицю, куди підтягнулися й виробники вантажівок, такі як Рапід та Грабовський (пізніше «Дженерал Моторс»).
Із введенням в США «сухого закону» в регіоні активно діяли контрабандисти алкоголю з Канади, які називали себе Пурпурова банда.

### XX століття
Напруження в міжрасових взаєминах вихлюпнулося на поверхню в 1920-х на суді над чорношкірим доктором Ошіан Світ, звинуваченим у вбивстві білої людини внаслідок пострілу зі свого будинку у відповідь на пікет із вимогами до нього забратися геть із передмістя, де живуть переважно білі.
Невдоволення робітників автопромисловості умовами праці й низькими зарплатами вибухнуло в 1930-х, коли «Об'єднана профспілка автобудівників» розпочала протистояння з автовиробниками. На цій хвилі прославилися такі профспілкові лідери, як Джиммі Гоффа та Волтер Ройтер. У 1940-х в місті з'явилася перша у світі міська автострада («хайвей») M-8, яка нині називається Девісон, а військово-індустріальний бум під час Другої світової війни призвів до того, що Детройт стали називати «Арсеналом демократії».
Інтенсивний розвиток індустрії в першій половині 20-го століття привабив до міста десятки тисяч американців, частково з півдня США, що дозволило йому увійти до четвірки найнаселеніших міст країни. В ті ж часи місто наповнили й тисячі іммігрантів з Європи. Таким чином зростали й соціальні протиріччя. Під час Великої депресії під час голодного маршу 7 березня 1932 року поліцейські та охоронці заводу Форда вбили пять мітингувальників.
Політика «сліпоти до кольору шкіри», яку намагалися сповідувати автовиробники, вилилася в зростання расової напруги, яка вибухнула 1943 р. в расовому заворушенні.

#### Початок занепаду

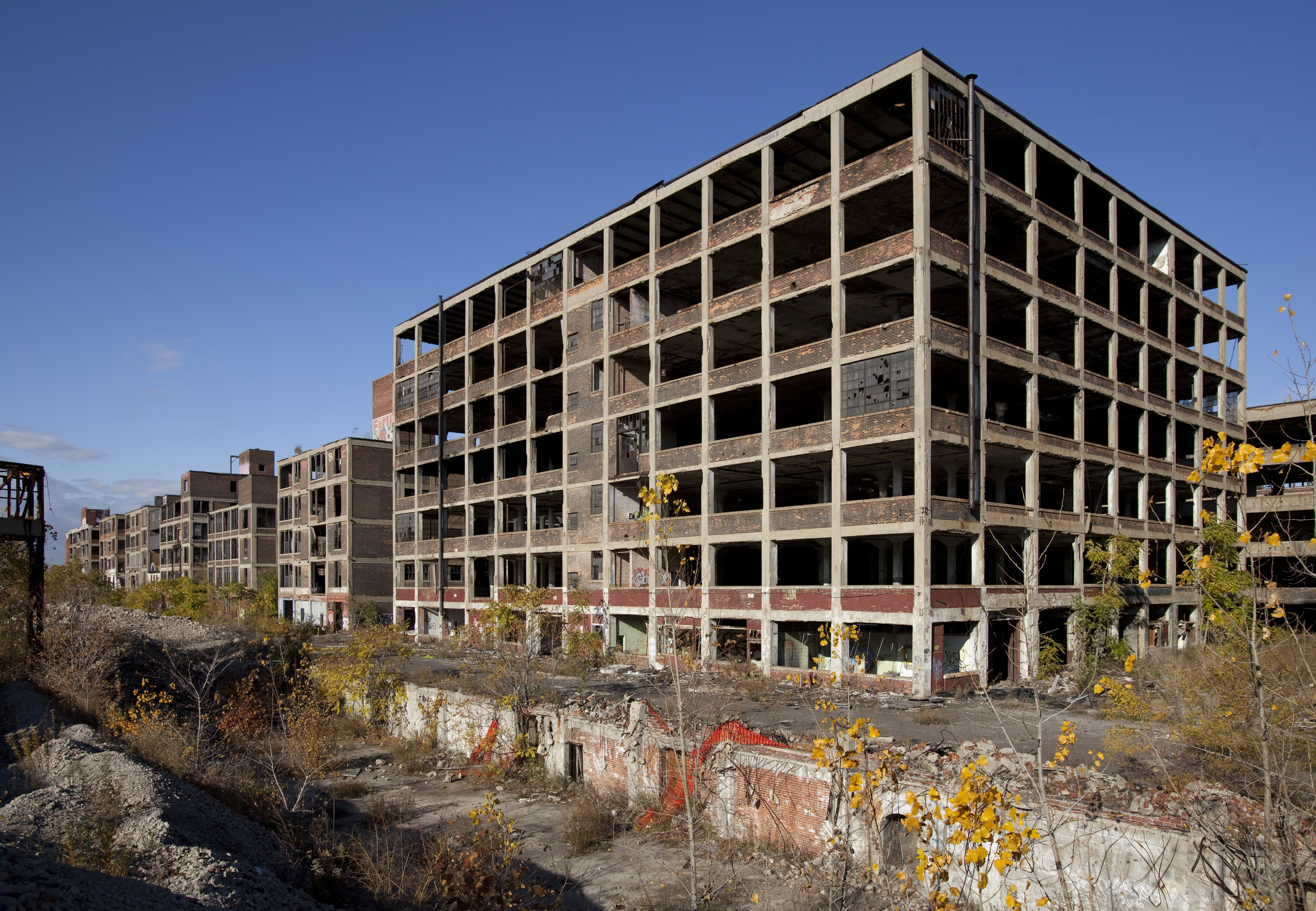
Покинутий завод Packard.

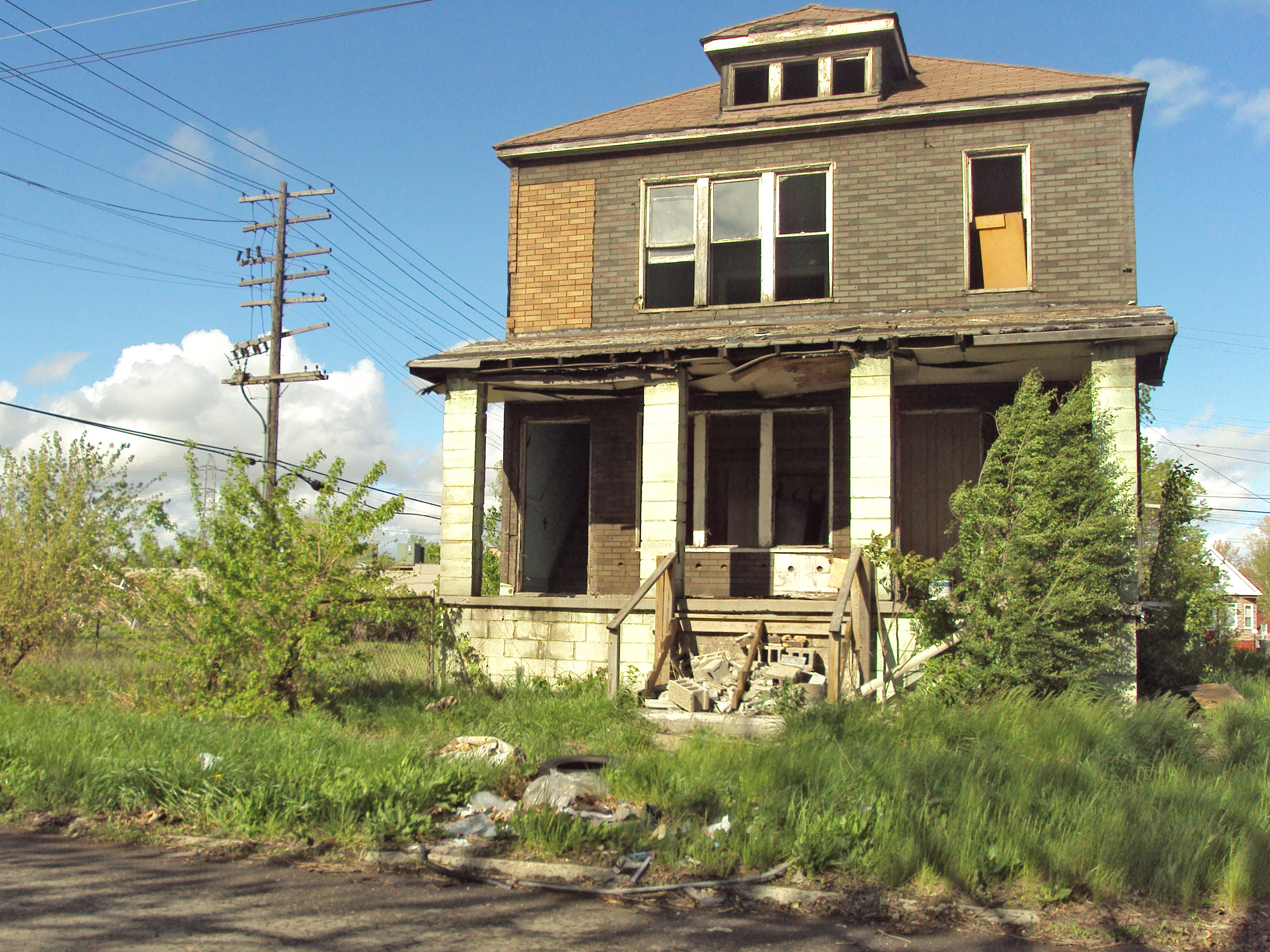
Один з десятків тисяч покинутих будинків в Детройті.

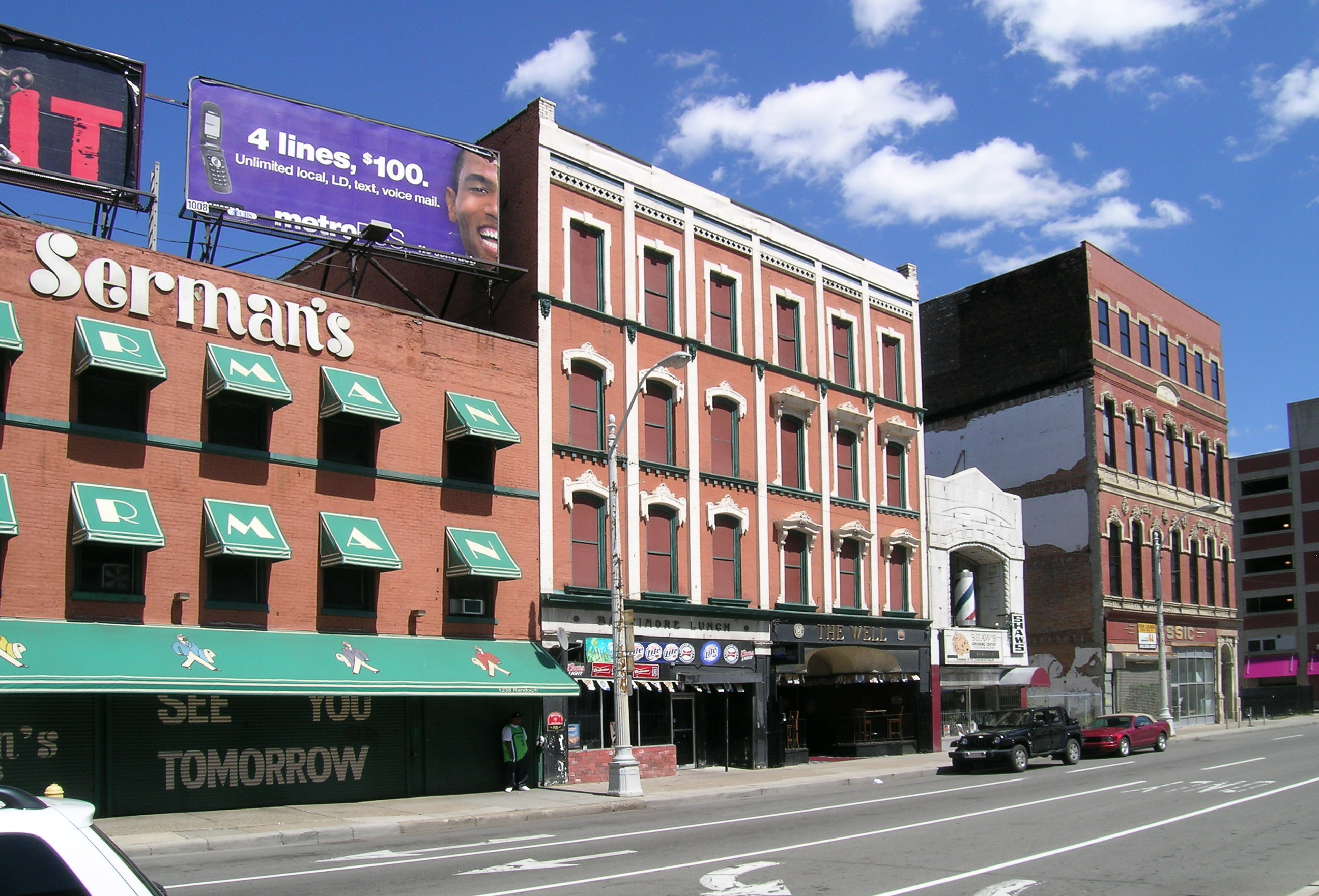
Офісні будинки в історичному районі Рендольф стріт, що виник у 1840-х роках

Економічна консолідація в 1950-х, особливо в автомобілебудуванні, посилила конкуренцію за робочі місця. У 50-ті роки в місті була побудована розгалужена система автострад («хайвеїв»), у 60-ті їх об'єднали транспортні розв'язки.
Відтік населення у передмістя почався ще в 1950-ті. Все більше і більше кваліфікованих робітників, інженерів, представників середнього класу продавали своє житло в місті і їхали в передмістя. Вартість нерухомості почала стрімко падати. Оскільки найбільш платоспроможне населення роз'їжджається, у місті почалися фінансові проблеми. Робочі місця скоротилися, власники магазинів, банкіри, лікарі почали переїздити туди, де є платоспроможний попит.
У місті залишилися ті, хто не міг собі такого дозволити — безробітні, які живуть на допомогу, або низькооплачувані робітники, в основному афроамериканське населення. Околиці Детройта також стрімко наповнювалися афроамериканцями. Серед чорношкірих через бідність і безробіття процвітала злочинність, так що Детройт швидко здобув погану славу одного з найбільш «чорних» і небезпечних міст США. У цей час у США скасували расову сегрегацію, у результаті чорношкірі стали частіше стикатися з білими, і це призвело до міжрасового конфлікту. Кульмінація відбулася 1967 року, коли в липні конфронтація між білими і афроамериканцями вилилися в одні з найжорстокіших в історії США заворушень, що тривали протягом п'яти днів і відомі як заворушення на 12-й вулиці.

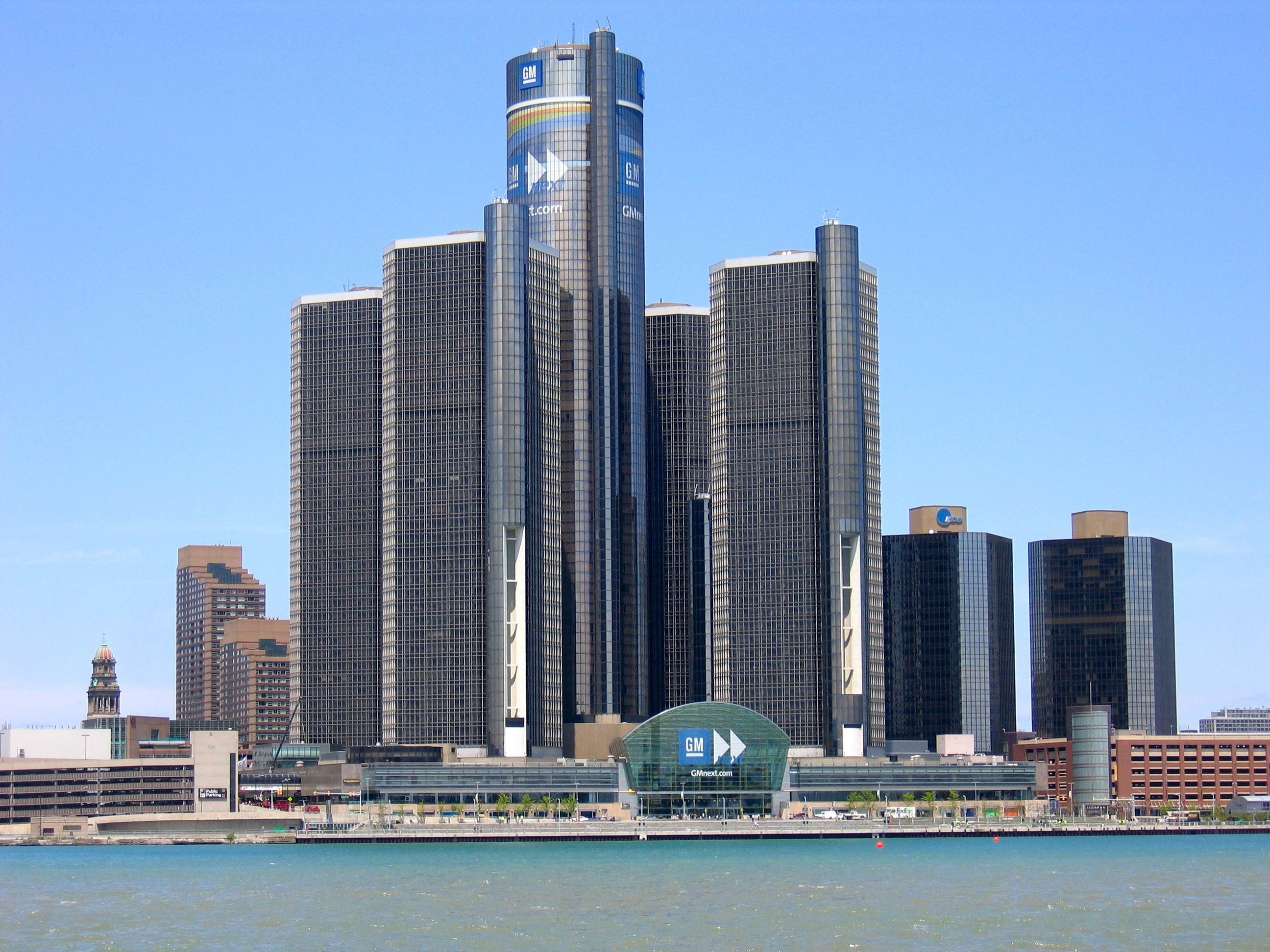
Ренесанс центр на міжнародному узбережжі Детройту

У 1973 році вибухнула нафтова криза. Вона призвела до банкрутства багатьох американських автомобілебудівників, автомобілі яких були ненажерливі й дорогі і не могли більше конкурувати з економічними європейськими та японськими машинами. Заводи один за другим почали закриватися, люди втрачали роботу і їхали з Детройту. Населення Детройта в його адміністративних кордонах скоротилося в 2,5 рази: з 1,8 мільйона на початку 1950-х до 700 тисяч у 2012 р. Втім, треба відзначити, що ці цифри включають і людей, що переїхали до робітничих передмість, де житло дешевше і становище безпечніше.
У результаті відтоку населення цілі райони міста були полишені мешканцями. Хмарочоси, заводи, житлові квартали стоять покинуті і руйнуються від часу й вандалізму. У Детройті можна побачити вулиці, на одній стороні яких яскраво палають вітрини дорогих магазинів, а на іншій стоять будівлі з розбитими шибками, зі стін яких проростають дерева.
```
Бензинова криза 
1973
 
р., енергетична криза 
1979
 
р. та початок імпорту компактних автомобілів з-за кордону вдарили по детройтському автомобілебудуванню. Крім цього, нелегальне розповсюдження таких наркотиків, як 
героїн
 та 
кокаїн
 спричинило виникнення в Детройті молодіжних банд Бутча Джонса (Young Boys Inc.), Мазераті Ріка та Братів Чемберз. На цьому тлі міська влада мріяла про бізнесовий ренесанс, і його уособленням наприкінці 1970-х стала побудова «Ренесанс Центру»
 
— комплексу ділових хмарочосів («місто в місті»). Поява ділового району сповільнила й поступово ліквідувала до кінця 1990-х негативну тенденцію втечі бізнесу. А до цього, упродовж довгих трьох десятків років неадекватна міська політика і розгул криміналітету спустошила цілі міські квартали, як, приміром, Елмхурст. Лише у 1980-х порожні будівлі почали зносити, розчищаючи простір для новобудов.
```

 У 1980 р. Детройт став місцем проведення Національної конвенції Республіканської партії, на якій у Президенти США було успішно висунуто Рональда Рейгана.
У 90-х роках місто почало відроджуватися, починаючи з центру (даунтауну), середнього центру (мідлтауну) та новобудов. В 1993 р. на силуеті міста з'явився «Ван Детройт Центр», пізніше відкрилися три казино. В центрі були побудовані нові стадіони для місцевих команд: бейсбольної «Детройт Тайґерс» та футбольної «Детройт Лайонс» у 2000 і 2002 рр. відповідно. Знову після 20 років запустіння відкрили двері історичні готелі «Бук Каділлак» та «Форт Шелбі».

### XXI століття
2005 року в Детройті пройшли змагання MLB All-Star Game, 2006 року місто приймало щорічну спортивну подію — фінальну гру з американського футболу «Супербоул» (англ. Super Bowl XL) та World Series, 2007 року — WrestleMania 23, у квітні 2009 р. — NCAA Final Four, що сприяло розвитку міської інфраструктури.
Головні реконструкції зосереджені на міжнародній набережній Детройту за прикладом сусіднього (через річку) міста Віндзор, Канада. 2001 року завершилася перша черга реконструкції (починаючи з «Арени Джо Луїса» та «Гарт Плаза»), що було приурочене до 300-ї річниці міста. У наступні роки на набережній з'явилися фонтани, парки та сучасні житлові й офісні квартали. 2011 року вздовж набережної відкрили судноплавний маршрут, що з'єднав «Ренесанс Центр» і «Гарт Плаза». Реконструкція має на меті, зокрема, привабити в місто побільше туристів.

## Географія

### Топографія

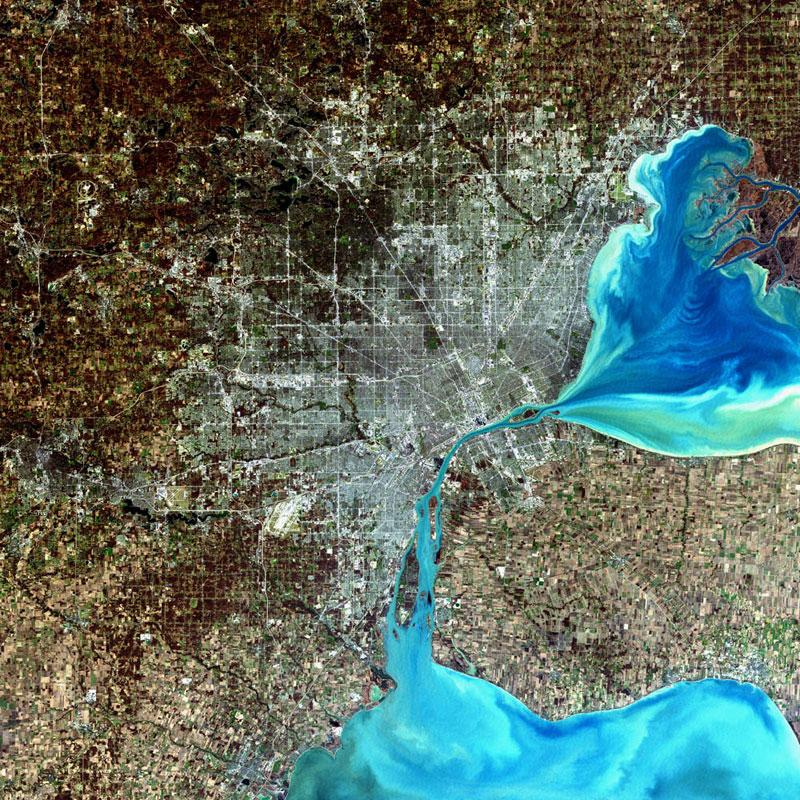
Кольоровий супутниковий знімок району «Детройт Метро», включно з м. Відзор через річку. Зроблений супутником «Landsat 7» НАСА.

Згідно з даними Американського бюро перепису, площа Детройта становить 370 км², з яких 359 км² — суходіл та 11 км² — вода.
Найбільша височина розташована на північному заході міста в околицях університетського містечка, на захід від Палмер Парку — 200 м над рівнем моря. Найнижча відмітка розташована на річковому узбережжі — 176 м над рівнем моря. Детройт цілковито оточує своїми межами такі менші міста, як Гемтремк та Гайленд-Парк. На північному кордоні Детройту розташоване місто Гросс Пойнт (англ. Grosse Pointe), що складається з кількох частин.

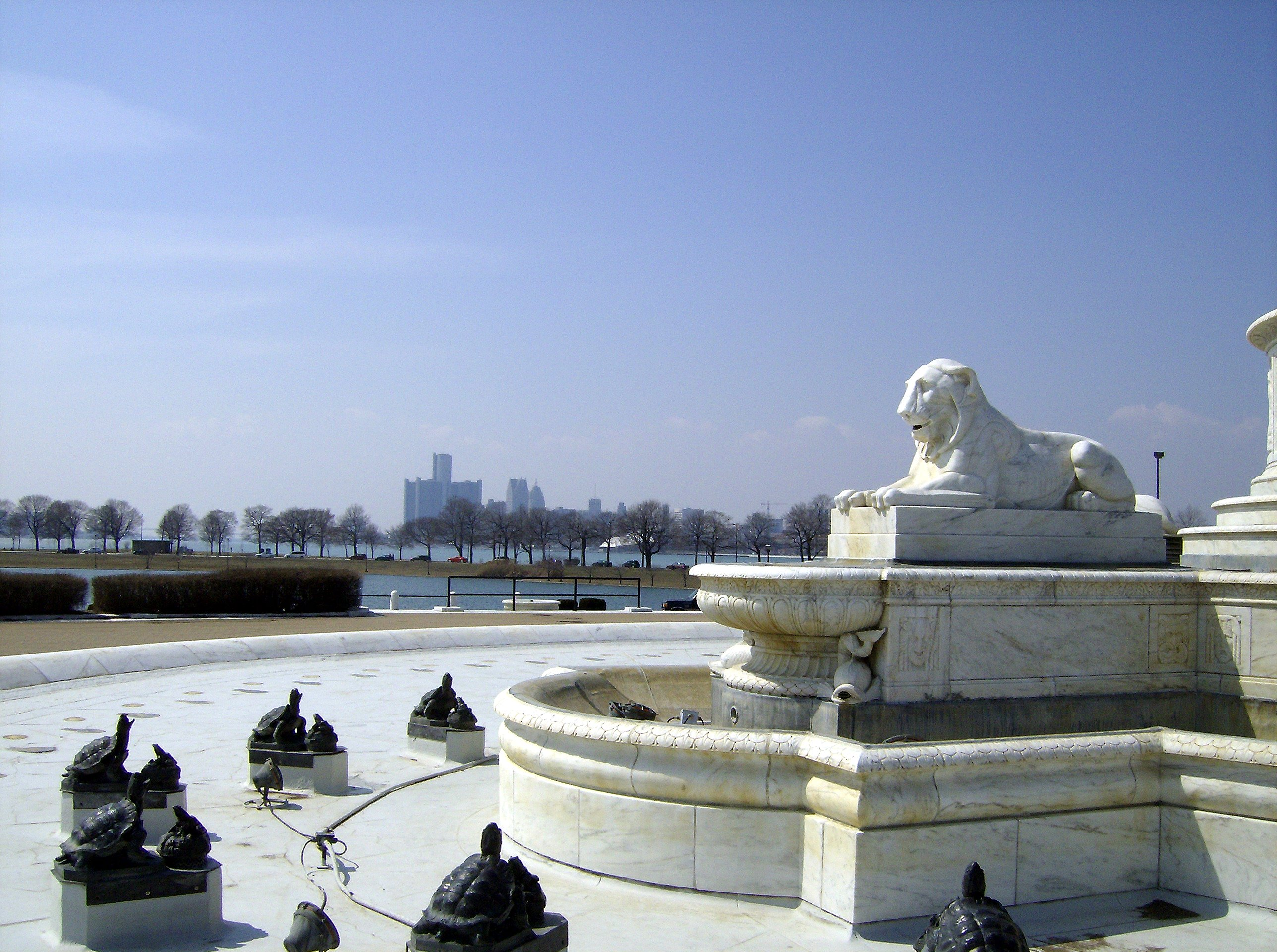
Вигляд міста з боку Бель Айл Парк

Детройтський річковий міжнародний заповідник дикої природи — єдина міжнародна резервація дикої природи в Північній Америці, яка розташована в центрі регіону «Детройт Метро». Заповідник включає острови, прибережні водно-болотні угіддя, болота, мілини протяжністю 77 км вздовж річки Детройт та західного узбережжя озера Ері.
Детройт має в собі три системи автодоріг: оригінальні французькі кільцеві авеню за прикладом Вашингтона, північно-південні автошляхи (англ. Mile Road System) та північно-західну автосистему (англ. Northwest Ordinance).
У Детройті є 4 пункти перетину американо-канадського кордону: міст Амбассадор (англ. Ambassador Bridge), автомобільний тунель «Детройт-Віндзор», залізничний тунель «Мічиган Сентрал» (англ. Michigan Central Railway Tunnel) та вантажна поромна переправа (англ. Detroit–Windsor Truck Ferry).
Біля острова Цуг, у південно-західній частині Детройту на 610 гектарах розташована соляна копальня (кар'єр), яка йде вглиб землі на 350 метрів. Всередині копальні протяжність автодоріг дорівнює 160 км.

### Клімат
В Детройті та решті південно-східного Мічигану панує вологий континентальний клімат, на який впливають Великі Озера. Зими тут холодні з помірними снігопадами та падіннями нічних температур нижче —17,8 °C приблизно 6 разів за сезон. Літо від теплого до спекотного з максимумами понад 32.2 °C впродовж 15 днів за сезон.

Кількість снігових опадів, які зазвичай йдуть з грудня по лютий, у середньому становить 110 см за сезон. Середні температури повітря в січні −4.2 °C, у липні 23.1 °C. Рекордно високу температуру 40.6 °C було зафіксовано 24 липня 1934 р., рекордно низьку −29.4 °C — 21 січня 1984 р.

## Демографія
Згідно з переписом 2010 року, у місті мешкало 713 777 осіб у 269 445 домогосподарствах у складі 162 924 родин. Густота населення становила 1929 осіб/км². Було 349170 помешкань (944/км²).
Расовий склад населення:
| - 82,7 % — чорних або афроамериканців - 10,6 % — білих - 1,1 % — азіатів - 0,4 % — корінних американців - 3,0 % — осіб інших рас |

До двох чи більше рас належало 2,2 %. Частка іспаномовних становила 6,8 % від усіх жителів.
За віковим діапазоном населення розподілялося таким чином: 26,7 % — особи молодші 18 років, 61,8 % — особи у віці 18—64 років, 11,5 % — особи у віці 65 років та старші. Медіана віку мешканця становила 34,8 року. На 100 осіб жіночої статі у місті припадало 89,8 чоловіків; на 100 жінок у віці від 18 років та старших — 85,4 чоловіків також старших 18 років.
Середній дохід на одне домашнє господарство становив 37 570 доларів США (медіана — 25 764), а середній дохід на одну сім'ю — 43 242 долари (медіана — 30 999). Медіана доходів становила 33 924 долари для чоловіків та 30 856 доларів для жінок. За межею бідності перебувало 40,3 % осіб, у тому числі 57,1 % дітей у віці до 18 років та 20,4 % осіб у віці 65 років та старших.
Цивільне працевлаштоване населення становило 213 591 осіб. Основні галузі зайнятості: освіта, охорона здоров'я та соціальна допомога — 24,8 %, виробництво — 13,6 %, мистецтво, розваги та відпочинок — 11,9 %, науковці, спеціалісти, менеджери — 11,4 %.

## Міський ландшафт

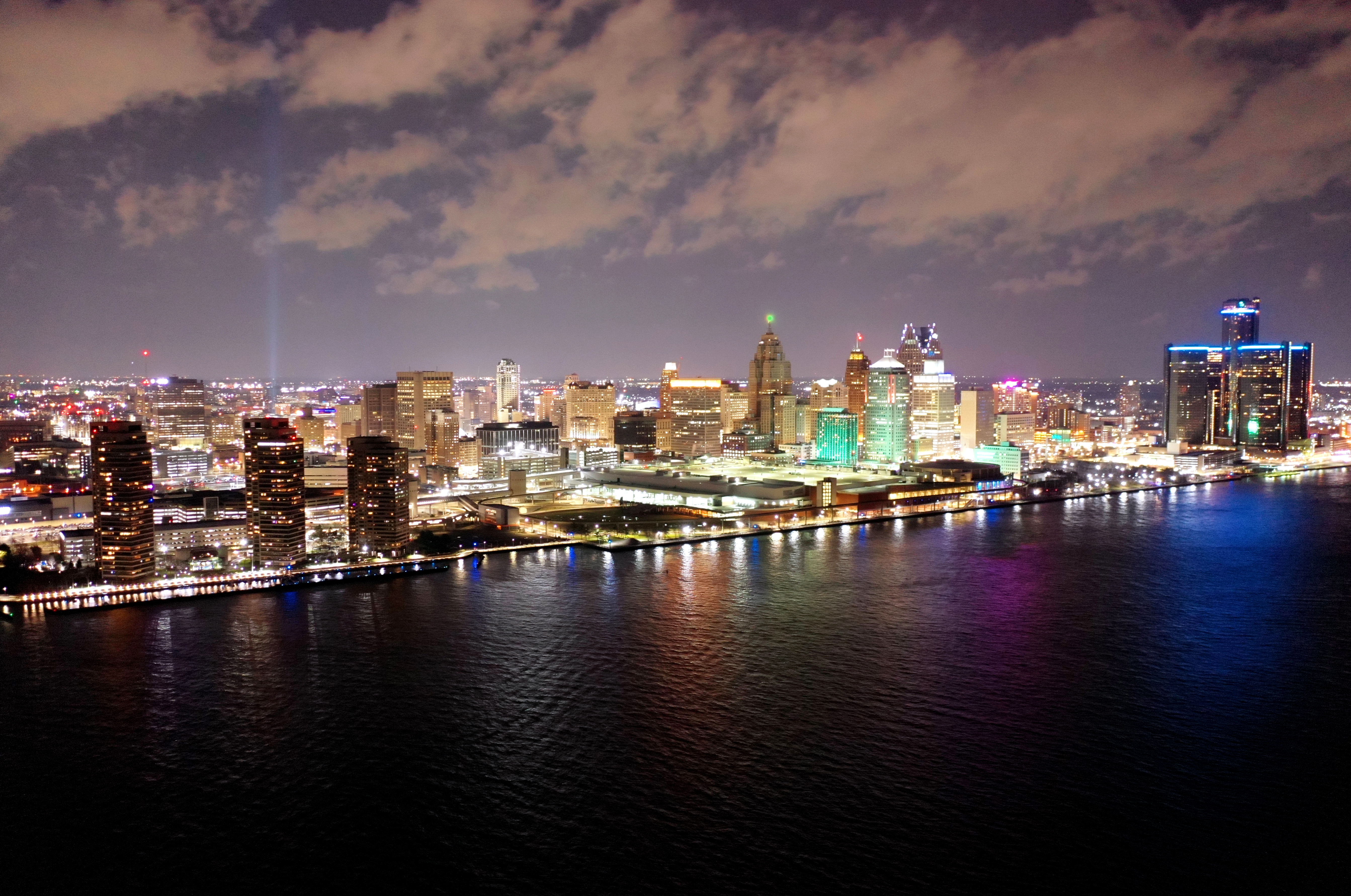
Міжнародна набережна Детройту

### Архітектура

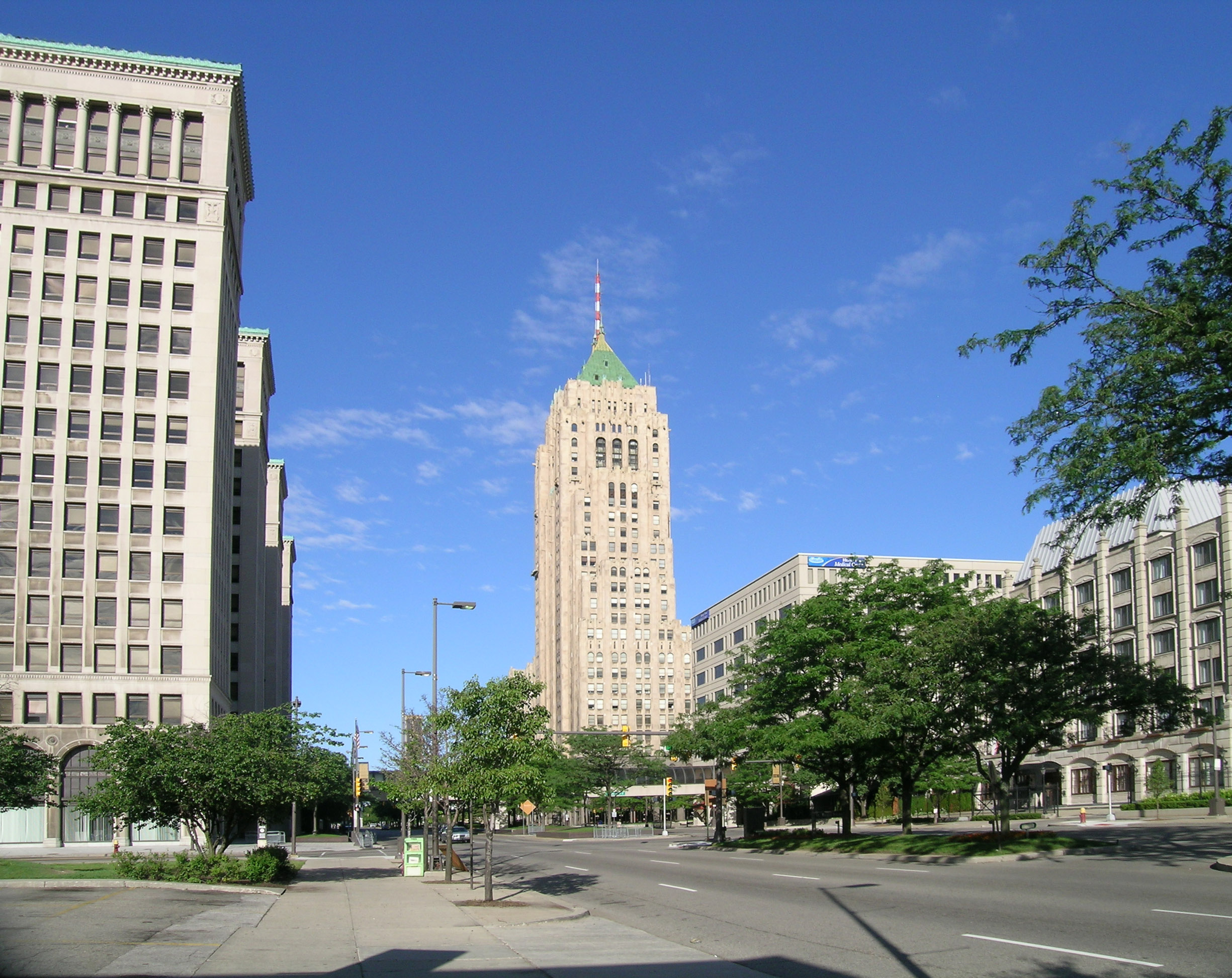
Каділлак Плейс (1923) зліва разом із будинком Фішера (1928) — в списку національних історичних пам'яток США

Дивлячись на панораму набережної Детройту, можна побачити різноманітні архітектурні стилі. Постмодерністські шпилі «Ван Детройт Центру» (1993) були спроєктовані відповідно до міських хмарочосів стилю артдеко. Разом із «Ренесанс Центром» вони утворюють помітний та пізнаваний ландшафт. Прикладами артдеко є будинки Гардіан та Пенобскот в центрі, а також будинок Фішера та «Каділлак Плейс» в районі Нового центру поблизу Університету Вейн. Серед споруд, відомих усій Америці, «Театр Фокс» та Детройтська опера.
Тоді як центральні райони Детройту містять висотні споруди, більшість навколишніх районів забудовані низькими будівлями та невисокими приватними будинками. Поза міськими межами доволі високі приватні споруди можна знайти на сході набережної в напрямку м. Гросс Пойнт та в університетському районі Палмер Парк на захід від м. Вудвард. Університетський Палмер Парк розташований біля Детройтського університету Мерсі та коледжу Мерігроув, що є серцевиною історичних поселень Палмер Вудз та Шервуд Форест.
До Національного реєстру історичних місць США (NRHP) входять кілька районів та околиць Детройту, які будувалися перед Другою світовою війною й відображають архітектурний стиль того часу. Наприклад цегельні будинки з дерев'яними фіранками в робочих кварталах, дещо більші такі ж цегляні будинки в кварталах середнього класу та багато прикрашені вілли вищого класу в таких околицях, як Браш Парк, Вудбрідж, Індіан Віллідж, Палмер Вузд, Бостон-Едісон тощо.

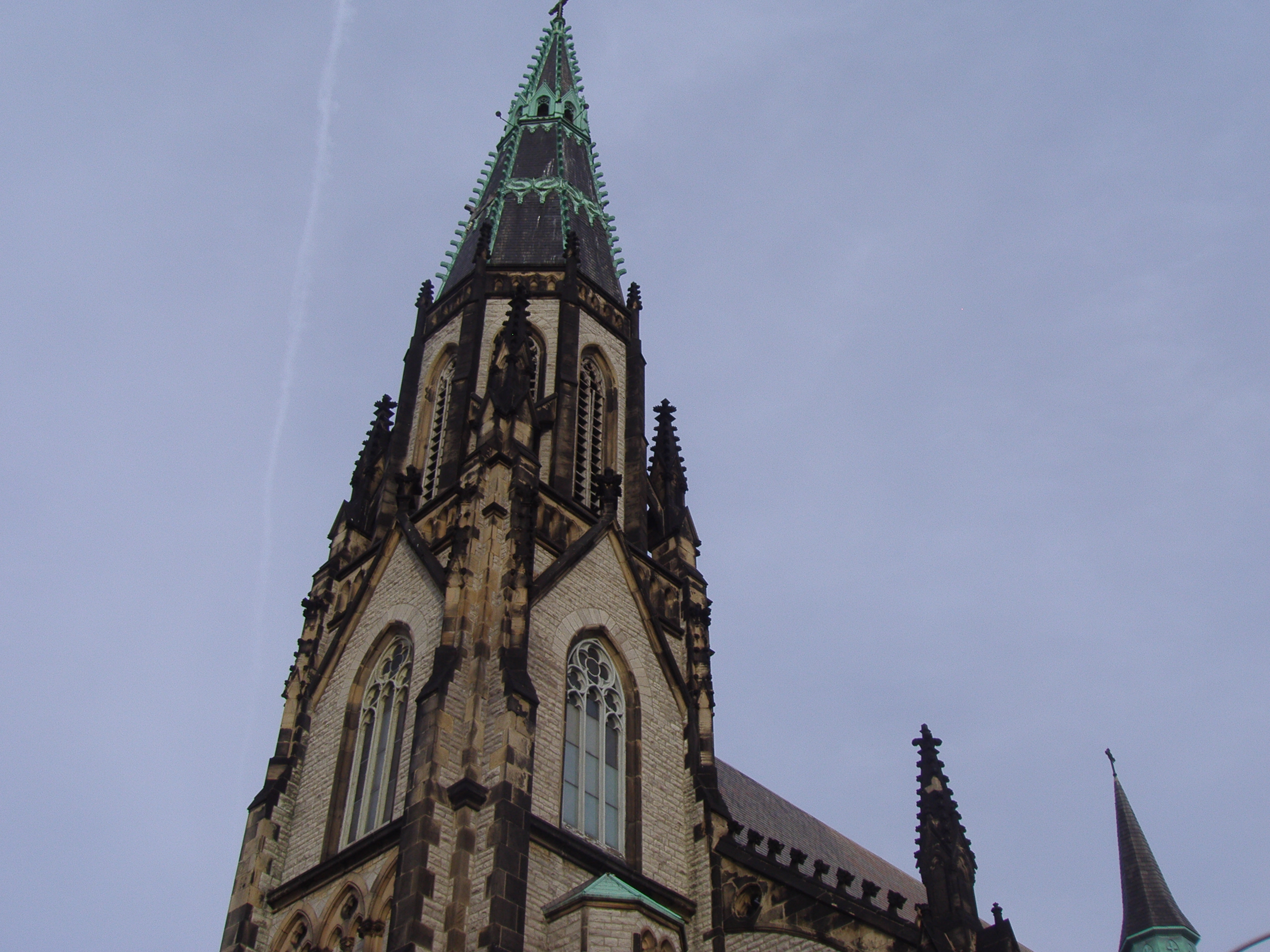
Римсько-католицька церква Св. Йосифа (1873) — яскравий приклад церковної архітектури в Детройті

Старіші околиці розташовані вздовж Вудварда та на сході Джефферсон-Авеню, тоді як райони забудови 1950-х розташовані далі на захід й ближче до Восьмої Майл Роуд. Серед старих околиць виділяються історичні райони Вест Канфілд та Браш Парк, які пережили мультимільйонні реконструкції та побудову нових будинків і кондомініумів.

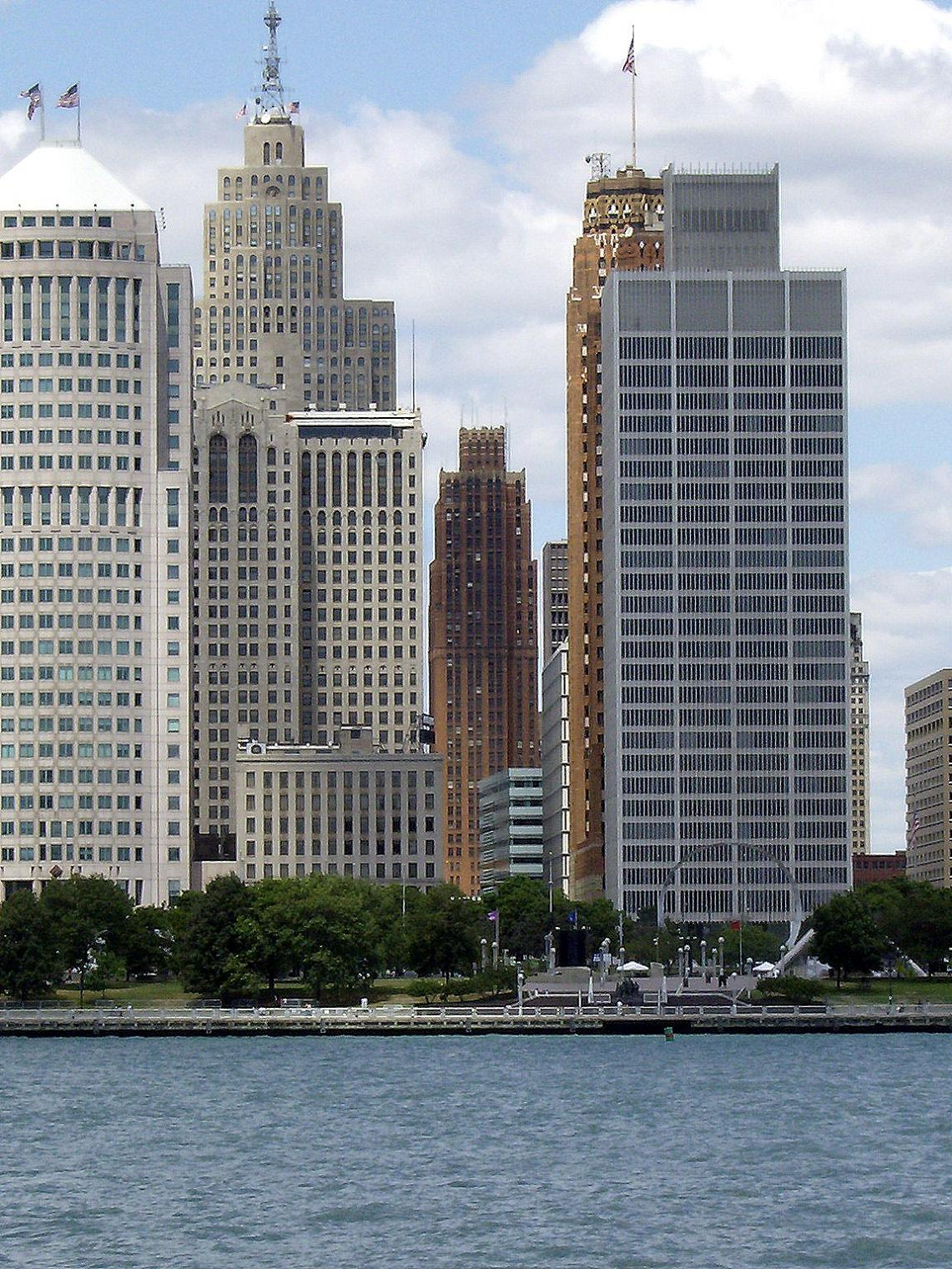
Вид на фінансовий район Детройту з боку Міжнародної набережної

 Багато будинків Детройту занесені до Національного реєстру історичних місць США, місто має найбільшу в країні колекцію збережених будівель кінця 19-го — початку 20-го століття. Тут є низка архітектурно виразних церков та кафедральних соборів, таких як римсько-католицькі церкви Св. Йосифа, Св. Анни та Св. Анни Детройтської.
Місто уважно ставиться до урбаністичного дизайну, збереження історичної спадщини та архітектури. Низка проєктів реконструкції центру — серед яких відновлення парку Кампус Мартіус — перетворюють його. Парк Гранд Сьокус межує з театральним районом та полем Форда (Ford Field), де тренується команда «Детройт Лайонс», та парком Комеріка, де тренуються «Детройт Тайгерс». Серед інших проєктів — знесення «Аудиторіуму Форда» (Ford Auditorium) на Джефферсон Стріт.

## Персоналії

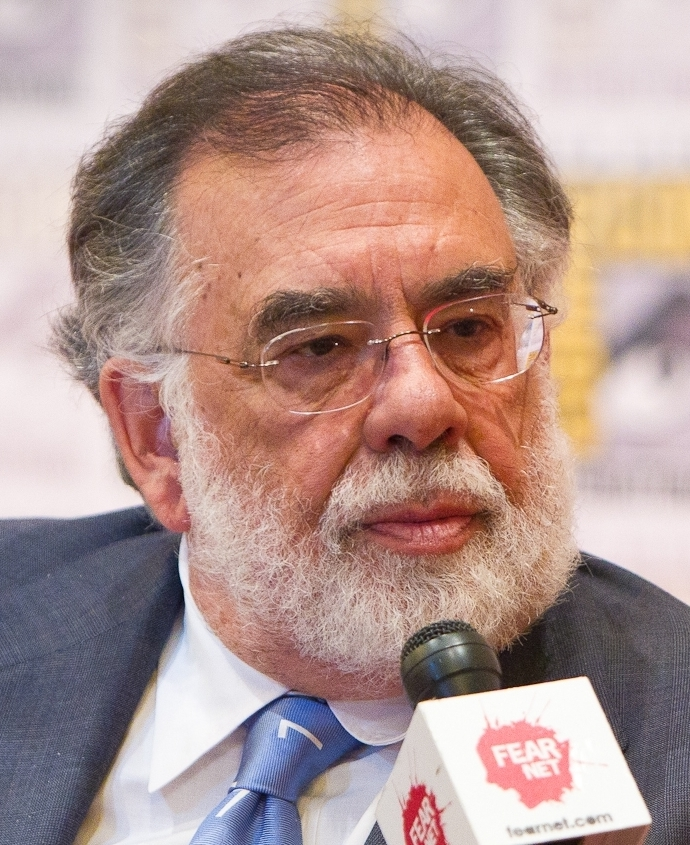
Френсіс Форд Коппола

- Річард Фостер Бейкер (1857—1921) — американський режисер та актор епохи німого кіно
- Мері Боланд (1882—1965) — американська актриса
- Говард Естабрук (1884—1978) — американський актор, режисер, продюсер і сценарист
- Кім Гантер (1922—2002) — американська акторка
- Роджер Корман (* 1926) — американський режисер та продюсер
- Джордж Пеппард (1928—1994) — американський актор
- Роберт Вагнер (* 1930) — американський актор
- Пайпер Лорі (* 1932) — американська акторка театру, кіно та телебачення
- Еллен Берстін (* 1932) — американська акторка
- Рой Брукс (1938—2005) — американський джазовий ударник і перкусіоніст
- Френсіс Форд Коппола (*1939) — американський кінорежисер, продюсер, сценарист
- Том Селлек (*1945) — американський актор
- Біллі Вест (*1952) — американський актор озвучування
- Джонатан Сіммонс (*1955, Детройт, США) — американський актор
- Шерілін Фенн (*1965) — американська акторка.

### Українці в Детройті
- Бажанський Михайло Васильович — український політичний діяч, письменник, публіцист, краєзнавець, пластун.
- Квітковський Денис Васильович — український політичний діяч, голова ОУН(м)
- Климишин Микола — український політичний діяч, визначний член УВО та ОУН, соратник Степана Бандери
- Крат Михайло Миколайович — український військовий діяч, генерал-хорунжий Армії УНР.
- Лазуренко Степан Савич — полковник Армії УНР.
- Максимович Борис (1906—1994) — піаніст і педагог.
- Нижанківський Богдан Амбросійович (1909–1986) — письменник, член літературної групи  Дванадцятка (літгрупа).
- Недзвєцька Олена — активна діячка ОУН, учасниця дівочої бойово-розвідувальної п'ятірки

## Культура

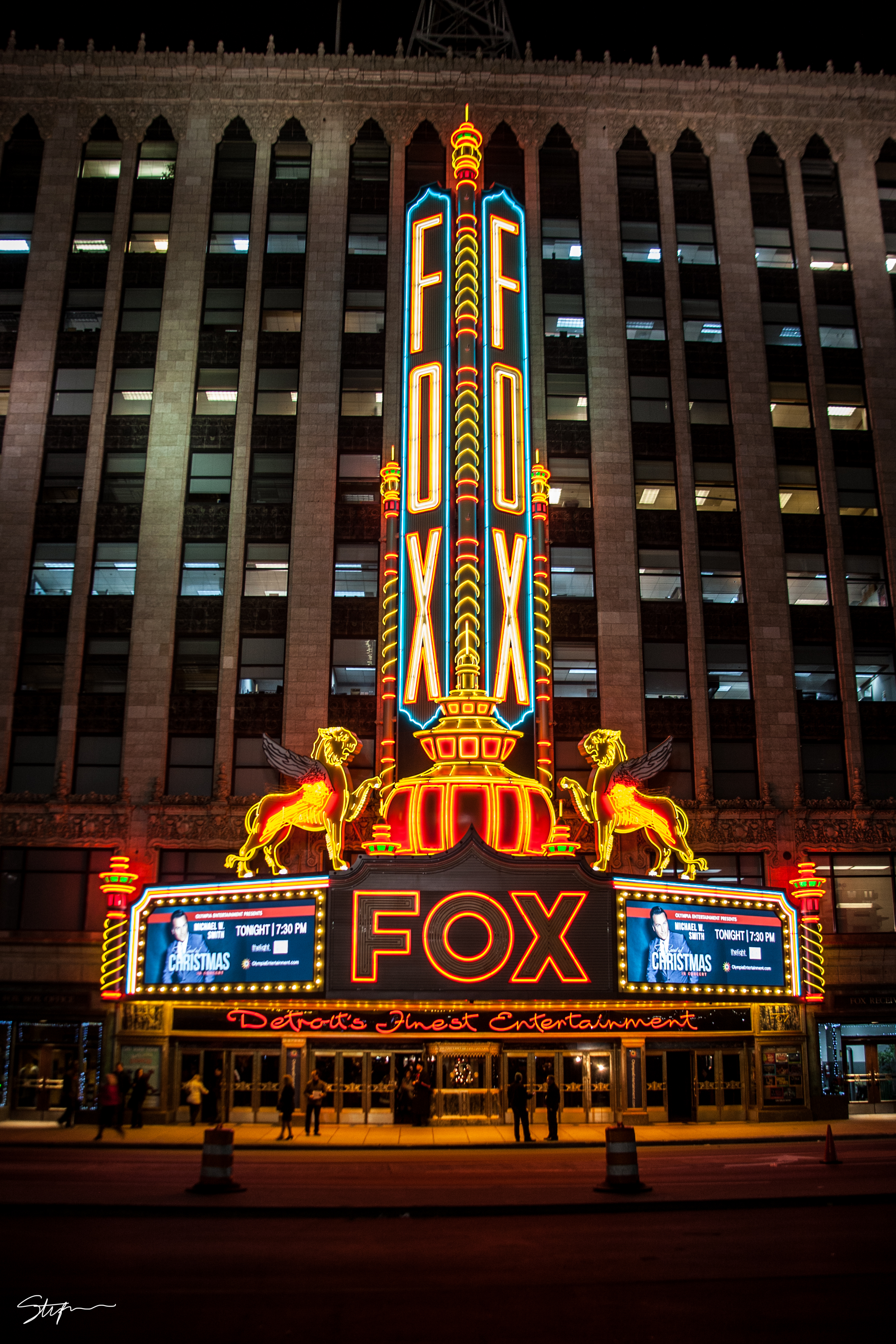
Вогні театру «Фокс» в центрі міста

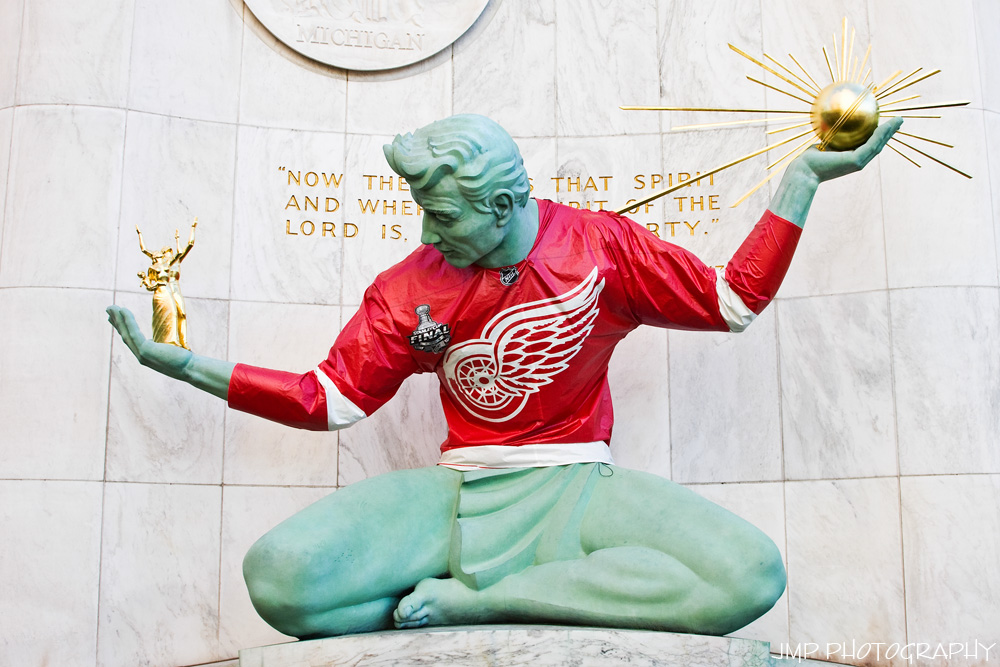
Дух Детройта — монумент із великою бронзовою статуєю, створений Маршаллом Фредеріксом

Центр Детройту розвивається за рахунок припливу молодих професіоналів та рітейлу. Там побудована низка престижних багатоквартирних будинків. Люксові кондомініуми планується збудувати й на східному березі річки. Молодь приваблює бажання бути поближче до міського ландшафту й мати житло прямо за містом посеред вілл Гросс Пойнту. Молодь приваблює в місто не лише краєвиди озера й нічне життя, а і його близькість до канадського Віндзора, де вживати алкоголь дозволено починаючи з 19 років, а не з 21, як усюди в США.

### Дозвілля та мистецтво
З кінця 1940-х жива музика була найголовнішою рисою нічного життя Детройту, через що його називали «Мо-таун». Місто й околиці мають знамениті на всю Америку музичні театри та фестивалі. Великі концерти проходять в музичному театрі «Енерджі» та палаці «Обурн Гіллс». Театральний район Детройту є другим за величиною в США, де ставлять бродвейські вистави. Серед головних театрів — театр «Фокс», «Мюзик-холл», театр «Джем», театр «Масонський храм», Детройтська опера, Театр Фішера, «Філлмор Детройт», Холл Св. Ендрю, театр «Маджестік», та Оркестровий холл, де розташовується Детройтський симфонічний оркестр. Театральна організація Недерландерів (Nederlander Organization), яка є найбільшим продюсером бродвейських вистав у Нью-Йорку, оригінально походить з Детройту — першим придбанням родини Недерландерів у 1922 р. став будинок Детройтської опери.
В Детройті працює кіностудія «Мотаун» (Motown Motion Picture Studios), що займає площу 49 км² в місті та околицях базуючись головним чином на ділових просторах автоконцерну «Понтіак».
Детройт має багату музичну спадщину і зробив вагомий внесок в розвиток численних музичних жанрів. Детройт є визнаним містом, де народилася техно-музика. Виконавці Емінем та Blue Stahli також родом звідси. До важливих музичних подій міста належать Детройтський міжнародний джазовий фестиваль, Детройтський фестиваль електронної музики, Музичну конференцію «Мотор Сіті» (MC2), Музичну конференцію «Урбан Оргенік», «Концерт кольорів» та літній хіп-хоп фестиваль «Джемз». Тут базується Детройтський симфонічний оркестр.

## Економіка
У Детройті розташовані штаб-квартира General Motors, Ford Motor Company (у сусідньому Дірборні) одна з двох штаб-квартир Chrysler в Оберн-Гіллс.
18 липня 2013 року влада міста подала до федерального суду заяву про визнання міста банкрутом через 15-мільярдний борг міського бюджету.
3 грудня 2013 року американський суд визнав Детройт банкрутом. На момент банкрутства загальна сума боргу становила 18 млрд доларів США при більше ніж 100 тис. кредиторів.

## Транспорт
Головними «повітряними воротами» міста є Міжнародний аеропорт Детройт Метрополітен Вейн. Другим за значенням є муніципальний аеропорт імені Колмана Янга.

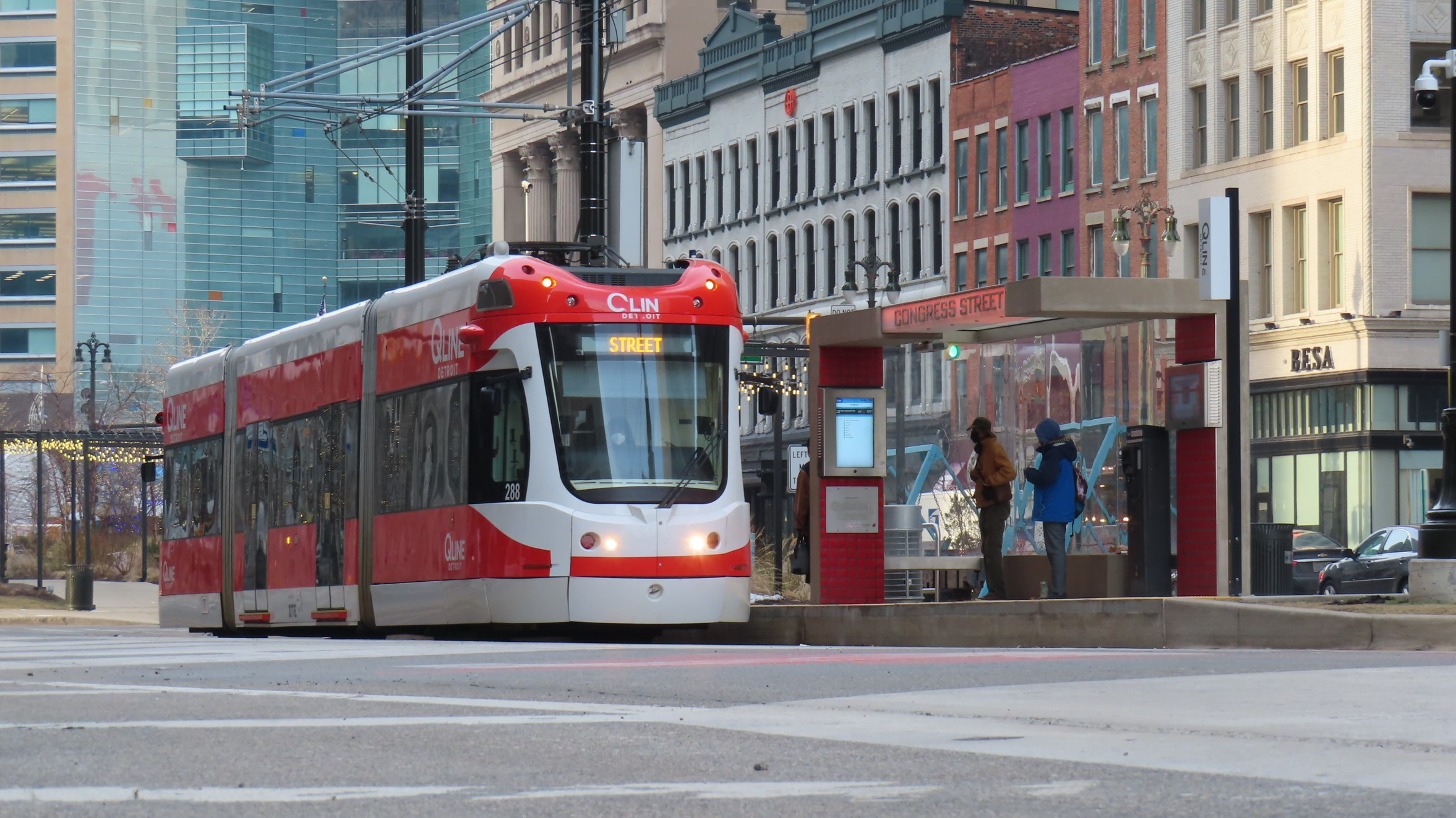
Трамвай Детройта

У 2017 році в місті знову відкрилася трамвайна лінія. До 1956 року в місті існувала розвинена мережа трамвайних ліній, але, як і в більшості міст США, не витримала конкуренції з автомобілями та була ліквідована. До відкриття сучасної трамвайної лінії громадський транспорт міста був представлений лише автобусними маршрутами та єдиною в місті автоматизованою лінією Піплмувера, відкритою у 1987 році.

## Спорт
Детройт є одним з декількох міст США, у якому є команди чотирьох головних спортивних ліг Північної Америки (НХЛ, НБА, НФЛ, МЛБ).
| Клуб              | Ліга                                              | Стадіон               | Заснований | Перемоги                |
| ----------------- | ------------------------------------------------- | --------------------- | ---------- | ----------------------- |
| Детройт Лайонс    | Національна футбольна ліга (Американський футбол) | Форд Філд             | 1930       | 4 (НФЛ), 0 (Супер Боул) |
| Детройт Пістонс   | Національна баскетбольна асоціація (Баскетбол)    | Палас-оф-Аубурн-Гіллс | 1941       | 2 (НБЛ), 3 (НБА)        |
| Детройт Ред Вінгс | Національна хокейна ліга (Хокей)                  | Джо-Луїс-арена        | 1926       | 10                      |
| Детройт Шок       | WNBA (Баскетбол)                                  | Палас-оф-Аубурн-Гіллс | 1998       | 2                       |
| Детройт Тайґерс   | Головна бейсбольна ліга (Бейсбол)                 | Комерика Парк         | 1894       | 4                       |